# Codex diplomaticus Anhaltinus
Der Codex diplomaticus Anhaltinus (Abkürzung CDA) ist eine Sammlung von Urkunden für das Gebiet des Fürstentums Anhalt von 936 bis 1400 von Otto von Heinemann.

## Geschichte
Dieses Werk wurde ab 1867 auf Befehl seiner Hoheit des Herzogs Leopold Friedrich von Anhalt vom anhaltischen Hofarchivar Otto von Heinemann in Dessau herausgegeben. Es enthält alle damals bekannten Urkunden in Bezug auf Anhalt der Jahre 936 bis 1400 im vollen Wortlaut und als Regest und ist damit die wichtigste Grundlage für die Erforschung der Geschichte dieses Gebietes.

## Bände
Die Bände 1 bis 6 erschienen von 1867 bis 1883 sämtlich in Dessau bei unterschiedlichen Verlagen:
- Erster Theil. 936–1212.
  - Erster Theil. Erste Abtheilung. 936–1123. Mit vier Siegeltafeln. A. Desbarats, 1867 (Digitalisate: urn:nbn:de:bvb:12-bsb10002581-2 bei BSB; Google Buch). Commons: Seiten – Band 1/1 – Sammlung von Bildern, Videos und Audiodateien
  - Erster Theil. Zweite Abtheilung. 1123–1170. Nov. 18. Mit drei Siegeltafeln. A. Desbarats, 1869. Commons: Seiten – Band 1/2 – Sammlung von Bildern, Videos und Audiodateien
  - Erster Theil. Dritte Abtheilung. 1170. Nov. 18.–1212. Febr. Mit drei Siegeltafeln. In Commisssion bei Emil Barth, 1873. Wikisource: Digitalisat und Onlinefassung – Band 1/3 – Quellen und Volltexte
- Zweiter Theil. 1212–1300. Mit fünfzehn Siegeltafeln. In Commisssion bei Emil Barth, 1875 (Digitalisat: Google Buch).[1] Wikisource: Digitalisat und Onlinefassung – Band 2 – Quellen und Volltexte
- Dritter Theil. 1301–1350. Mit acht Siegeltafeln. In Commisssion bei Emil Barth, 1877 (Digitalisat: Google Buch).[2] Wikisource: Digitalisat und Onlinefassung – Band 3 – Quellen und Volltexte
- Vierter Theil. 1351–1380. Mit acht Siegeltafeln. In Commisssion bei Emil Barth, 1879. Wikisource: Digitalisat und Onlinefassung – Band 4 – Quellen und Volltexte
- Fünfter Theil. 1380–1400. Mit zwei Stammtafeln. In Commisssion bei Emil Barth, 1881. Wikisource: Digitalisat und Onlinefassung – Band 5 – Quellen und Volltexte
- Sechster Theil. Orts- und Personenregister. Paul Baumann’s Verlag, Emil Barths Hofbuchhandlung, 1883. Commons: Seiten – Band 6 – Sammlung von Bildern, Videos und Audiodateien

- Neudruck: Biblio-Verlag, Osnabrück 1996, ISBN 3-7648-0206-5.